# Petalumaria californica
Petalumaria californica là một loài bướm đêm trong họ Noctuidae.